# Meiron
Meiron (in arabo ميرون‎?, Mayrûn; in ebraico מירון הקדומה‎?) era una villaggio palestinese, situato a 5 km ad est di Safad. Associata all'antica città Cananea di Merom, scavi hanno riportato alla luce numerose rovine del periodo ellenistico e romano.
Tra le rovine ci sono anche quelle di una sinagoga del III secolo, Meiron fu prominente centro religioso del periodo.
Dal XIII secolo in poi Meiron divenne un sito ebraico di pellegrinaggio.
Durante la dominazione ottomana della Palestina, la popolazione ebraica diminuì, a scapito di quella araba, arrivando a 1/3 del totale.
La popolazione araba lasciò la città in seguito alla guerra di indipendenza d'Israele e il moshav di Meron fu fondato nel 1949 dai soldati israeliani che avevano combattuto la guerra.